# Bria (Arieja)
Bria (francès Brie) és un municipi francès situat al departament de l'Arieja i a la regió d'Occitània.